# Sphaerobothria hoffmanni
Sphaerobothria hoffmanni é uma espécie de aranha pertencente à família Theraphosidae (tarântulas).